# 包科曹
包科曹（匈牙利語：Bakóca）是匈牙利巴兰尼亚州所辖的一个村。总面积10.65平方公里，总人口275，人口密度25.8人/平方公里（2011年1月1日）。